# Sääskisaaret (ö i Södra Savolax)
Sääskisaaret är en ö i Finland. Den ligger i sjön Korpijärvi och i kommunen Mäntyharju i den ekonomiska regionen  S:t Michel och landskapet Södra Savolax, i den södra delen av landet, 170 km nordost om huvudstaden Helsingfors. Öns största längd är 110 meter i nord-sydlig riktning. Notera att namnet antyder att det är fråga om flera öar.